# Bastoners de Sant Quintí de Mediona
Els Bastoners de Sant Quintí de Mediona són una colla bastonera penedesenca fundada probablement a principis del segle xix. La primera referència escrita que se’n té és del 1818 al llibre de comptes de la Confraria de Sant Roc, Sant Sebastià i la Verge de les Neus de la localitat. Des d’aquest moment, el ball ha estat actiu durant més de dos-cents anys, amb un únic període d’interrupció durant la Guerra Civil espanyola. Era dels únics balls de bastoners que hi havia al Penedès a principi del segle xix i això va fer que actués en moltes festes majors. A més, és considerat un ball molt tradicional, ja que dels vuit balls que tenen actualment, sis ja eren ballats el 1920. Una altra particularitat dels Bastoners de Sant Quintí és que no ballen al ritme de la gralla, sinó que estan acompanyats per un model de flauta de bisell (que anomenen flabiol) presentada l’any 1895 i que porta la inscripció “Hercule’u-Paris”
Sant Quintí de Mediona, és una vila de l’Alt Penedès que conserva una rica tradició folklòrica que es remunta a molt temps enrere. El ball dels Bastoners és una de les danses tradicionals antigues de Sant Quintí, el ball dels Bastoners és considerat com una de les danses més antigues de totes les que es ballen actualment. Aquest ball va ser molt habitual en molts llocs durant la celebració del “Corpus Christi”.

## Vestimenta
La vestimenta està formada per una camisa blanca amb uns pantalons llargs a l’altura dels genolls a conjunt. També compten amb una faldilla de flors que es subjecta amb una faixa, que depenent del tipus de bastoner que sigui serà blava o vermella. El calçat són unes set vetes, que també depenent del tipus de bastoner que sigui seran blaves o vermelles.

## Balls
Compten amb un total de 9 balls, per poder ballar es divideixen en dos grups: “1” i “2”. En tots els balls l’1 i el 2 piquen junts i mai picaran amb el mateix tipus, excepte en un ball, el rotllet. Podem dividir-los en dos tipus de balls:
Es poden ballar en cercavila: El xotis, la contradansa i el rotllet.
No es poden ballar en cercavila: L'airosa, les roses, les corrandes, l'hereu riera, la ferrenca i el nou.

## La Bandera
En tots el balls un dels bastoners vermells ha de portar la bandera, sempre serà en els extrems del quadre excepte en l’airosa, en que s'ubicarà en l’interior. La bandera és un dels elements principals del ball, representen la seva història, la bandera està feta de fusta forrada amb cuir, a dalt d’aquest element hi trobem el nom dels bastoners amb el seu escut i l’any de creació de la bandera, a dalt de tot s'hi posen unes roses.

## Història
La teoria més àmplia la col·loca en un ball d'espases que confronta a 2 bàndols lluitant ubicats per tenir diferents colors de mocador i de faldilla. Aquest peculiar ball presenta diferents peculiaritats depenent de la zona on es practiqui però sempre tenint com a protagonista un bastó o dos bastons que es colpegen entre si al ritme de la música.
A Catalunya la primera al·lusió que es té del ball data del segle xii, precisament l'any 1150, quan un conjunt de bastoners va representar el cèlebre ball al llarg del banquet de noces celebrat per Berenguer IV i Peronella d'Aragó.
Aquest ball s'ha transmès de generació en generació i actualment gaudeix d’un vitalitat extraordinaria, amb més d’una trentena de components a la colla.
L’origen del ball dels bastoners té 3 possibles hipòtesis: La primera té origen cap el segon mil·lenni aC, amb les primeres tribus agrícoles, i el punt de partida podria ser el ball d’espases; la segona, considera els ibers com a introductors de les danses religioses.
Els Bastoners de Sant Quintí va ser fundat al 1818 a la vila de Sant Quintí de Mediona. S'ha mantingut ininterrompudament fins avui en dia. Les primeres dates que s'han trobat sobre aquest són d’un llibre de comptes del segle xix però ja existien abans d’això.

## Inauguració de la plaça dels Bastoners
El 25 d’abril de 1982, es va inaugurar a Sant Quintí de Mediona un monument dedicat als bastoners, que dona nom a la plaça on està ubicat; per a aquesta celebració, es van invitar les colles de bastoners de Masquefa, de Gelida i la vella de Sitges. Per commemorar aquesta efemèride, els bastoners de Sant Quintí van estrenar el nou ball anomenat La plaça dels bastoners. Joan Gallego va compondre la música. Aquell dia, els bastoners de la generació 1944, després de molts anys retirats, van sortir a ballar.
Amb la inauguració d’aquest monument, Sant Quinti va passar a formar part del reduït nombre de pobles que havien dedicat una escultura a els seus bastoners.

## Els músics i els instruments
A diferència d'altres grups de ball de bastons, aquest balla normalment al so d'un flabiol.
Antigament els bastoners ballaven al so d'un acordió, d’un flabiol, d’un flautí, d’una flauta dolça, d’un violí, d’un sac de gemecs, d’un tamborí…
La llista de músics és la següent:
- Un violinista d’Hostalets de Pierola.
- Antoni Bargalló de Cal Moliner de la Bòria també conegut com Papasses, que utilitzava el flabiol.
- Tico de cal Tano, un pastor de Sant Joan de Mediona i utilitzava la flauta.
- Joan Gallego, flabiolaire.
- Antoni Pujadó, flabiolaire des dels anys 70 fins a l'actualitat.

Des de la dècada de 1980 es van incorporar:
- Josep Maria Nadal
- Rafel Esteve
- Jaume Gallego
- Francesc Torres

## Els Bastoners de Sant Quintí a l'actualitat
Avui en dia, al ball de bastons de Sant Quintí compta amb a prop de 40 integrants, entre la colla d’homes, la de dones i la de joves. Aquesta divisió amb 3 colles acostuma a seguir-se quan es balla sense desplaçament, pero les estructures no son rígides: a banda de substitucions per completar un quadre quan falta algú d’una colla, els bastoners solen ballar junts de cercaviles i quan es marxa de plaça.